# Denkmalgeschützte Objekte im Bezirk Spittal an der Drau
Im Bezirk Spittal an der Drau bestehen 464 denkmalgeschützte Objekte. Die unten angeführte Liste führt zu den Gemeindelisten und gibt die Anzahl der Objekte an.
| Gemeindeliste               | Objektanzahl |
| --------------------------- | ------------ |
| Bad Kleinkirchheim          | 6            |
| Baldramsdorf                | 7            |
| Berg im Drautal             | 9            |
| Dellach im Drautal          | 7            |
| Flattach                    | 4            |
| Gmünd                       | 120          |
| Greifenburg                 | 12           |
| Großkirchheim               | 15           |
| Heiligenblut                | 20           |
| Irschen                     | 6            |
| Kleblach-Lind               | 7            |
| Krems                       | 18           |
| Lendorf                     | 6            |
| Lurnfeld                    | 9            |
| Mallnitz                    | 3            |
| Malta                       | 11           |
| Millstatt                   | 26           |
| Mörtschach                  | 4            |
| Mühldorf                    | 2            |
| Oberdrauburg                | 18           |
| Obervellach                 | 20           |
| Radenthein                  | 11           |
| Rangersdorf                 | 7            |
| Reißeck                     | 9            |
| Rennweg am Katschberg       | 6            |
| Sachsenburg                 | 18           |
| Seeboden am Millstätter See | 10           |
| Spittal an der Drau         | 35           |
| Stall                       | 4            |
| Steinfeld                   | 15           |
| Trebesing                   | 10           |
| Weißensee                   | 2            |
| Winklern                    | 7            |